# Дачное (Широковский район)
Дачное (укр. Дачне) — село,
Чапаевский сельский совет,
Широковский район,
Днепропетровская область,
Украина.
Код КОАТУУ — 1225883304. Население по переписи 2001 года составляло 343 человека.

## Географическое положение
Село Дачное находится на расстоянии в 1 км от села Весёлая Дача и в 1,5 км от сёл Запорожье и Спасское.

## История
- В 1946 г. хутор Швейцария переименован в Дачный[2].